# Harmonium (John Adams)
Harmonium er et musikstykke for kor og orkester, der kan betragtes som en korsymfoni. Det er skrevet af den amerikanske komponist John Adams i 1980-1981 for den første sæson i Davies Symphony Hall i San Francisco i Californien.
| Musik | Spire Denne musikartikel er en spire som bør udbygges. Du er velkommen til at hjælpe Wikipedia ved at udvide den. |